# 제적

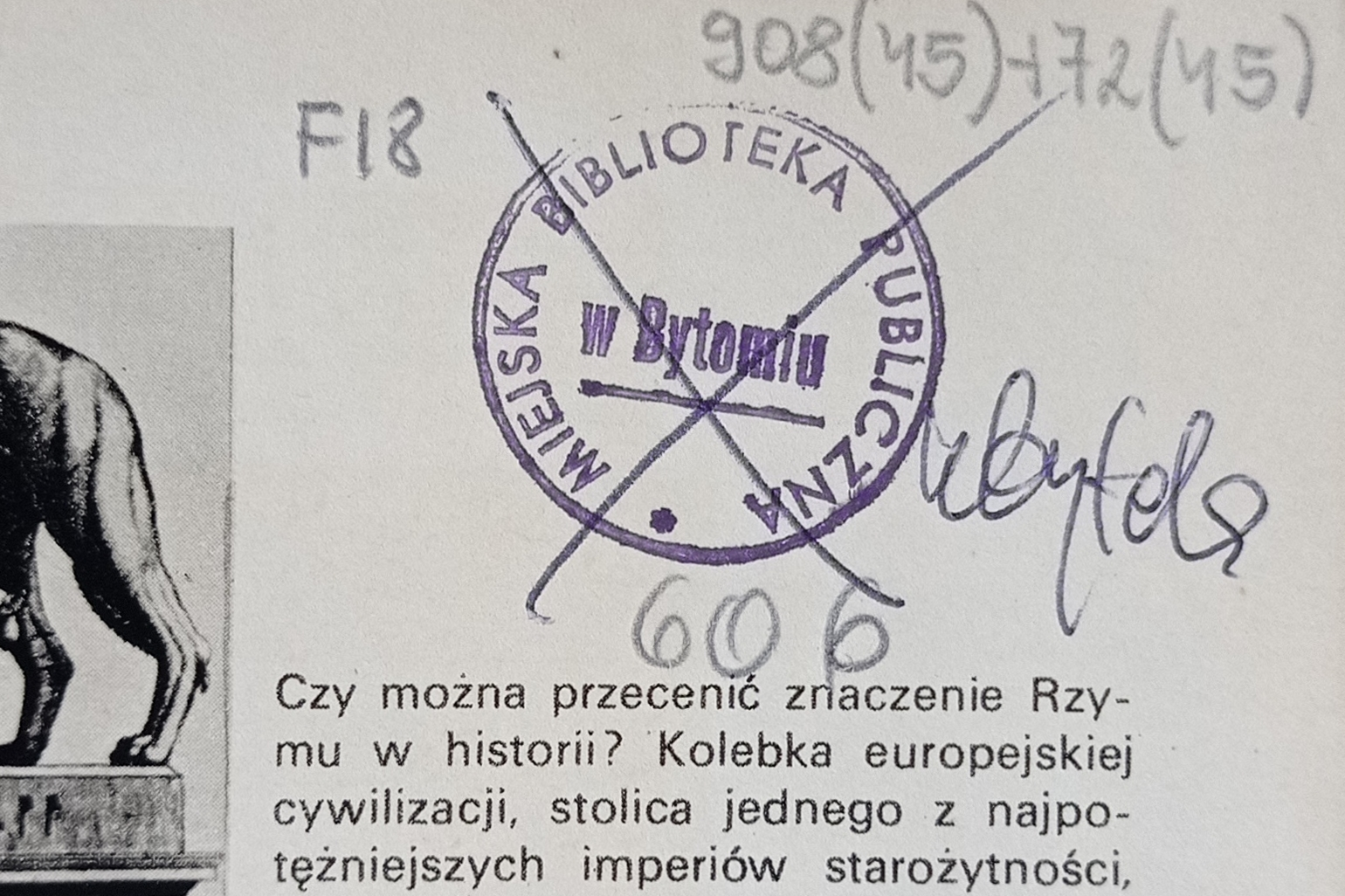
제적된 도서 – 도서관 도장이 삭제됨

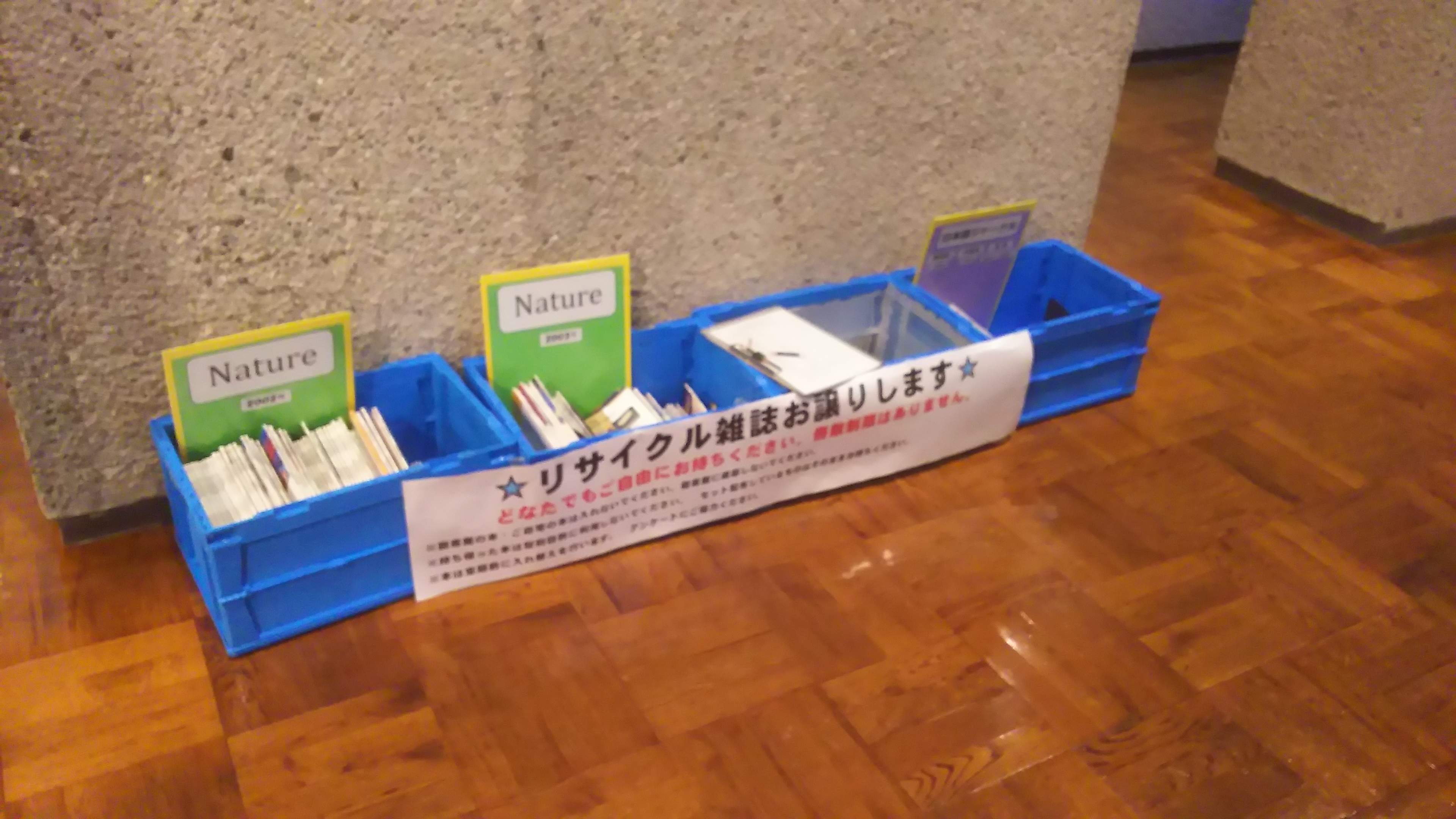
도서관에서 제적된 잡지

제적(除籍, weeding, deaccession)은 선정된 기준에 따라 도서관에서 자료를 체계적으로 제거하는 과정이다. 이는 자료를 편입하기 위해 선택하는 것과는 반대이지만, 자료의 선택과 비선택은 종종 동일한 사고 과정을 포함한다. 제적은 활성 컬렉션에 있어 매우 중요한 과정인데, 이는 컬렉션이 최신 상태를 유지하고 관련성이 있으며 양호한 상태를 보장하기 때문이다. 제적은 지속적으로 이루어져야 한다. 도서관이 컬렉션의 품질, 유지보수, 그리고 컬렉션 제적의 중요성과 긍정적인 이점에 대해 워크숍과 발표를 통해 직원들을 교육하는 것은 중요한 요소이다.

## 제적의 이유
"잘 관리되고 잘 정리된 컬렉션은 오래되었거나 사용되지 않는 자료로 가득 찬 컬렉션보다 훨씬 더 유용하다." 물리적 컬렉션을 제적하는 것은 다음과 같은 많은 이점을 가진다.
- 관련 자료를 추가할 공간이 확보된다.
- 이용자가 유용한 자료에 빠르게 접근할 수 있으며, 사서는 정보를 더 쉽게 안내할 수 있다.
- 컬렉션이 최신이기 때문에 더 신뢰할 수 있다.
- 사서는 컬렉션의 강점과 약점을 쉽게 파악할 수 있다.
- 자료가 좋은 품질이며 물리적 상태가 양호하다.

많은 컬렉션에 디지털 구성 요소가 있기 때문에 공간은 문제가 되지 않는다. 그러나 이는 디지털 컬렉션을 제적해서는 안 된다는 의미는 아니다. "사용하지 않는 자료를 제거하면 이용자가 검색 결과에서 정말 원하는 것을 찾기 위해 오래되고 관련 없는 기록을 걸러내야 하는 수를 줄여 이용자의 검색 경험을 향상시킨다." 물리적 컬렉션과 마찬가지로 디지털 컬렉션도 최신이고 접근하기 쉬워야 한다.

## 제적 기준
제적은 도서관의 장서 개발 정책에서 다루어져야 하며, 기준이 명시되어야 한다. 다음 목록은 자료 제적에 대한 몇 가지 고려 사항을 제시한다.
- 불량 콘텐츠
  - 콘텐츠가 오래되었거나 구식이다.
  - 콘텐츠가 편향적, 인종차별적, 또는 성차별적이다.
  - 콘텐츠가 이용자의 필요와 관련이 없다(또는 학교의 교육 과정에서 사용되지 않는다).
  - 콘텐츠가 이용자에게 너무 성숙하거나 미숙하다(특히 학교 도서관에 중요).
- 불량 상태
  - 자료에 복구 불가능한 손상이 있다(찢어진 페이지, 부러진 책등).
  - 자료가 더럽거나 냄새가 난다.
  - 자료가 추가적인 대출을 견디지 못할 것이다.
- 불량 유통
  - 자료가 특정 기간 내에 이용자에게 사용되지 않는다.
- 기타 고려 사항
  - 필요 없는 여러 복사본.
  - 특정 주제에 대한 충분한 자료.
  - 자료의 교체 및 교체 비용.
  - 자료의 시각적 매력(삽화 포함).

## 제적 문제
제적은 지역사회 구성원들에게 논란의 여지가 있는 것으로 비칠 수 있다. 존 N. 베리 3세는 그의 에세이 "제적 전쟁(The Weeding War)"에서 이에 대해 논의했다. 컬렉션 제적의 논란이 되는 특성 때문에 도서관 직원을 교육할 필요가 있다. 이는 특히 대학 도서관의 교수진이 겪는 제적에 대한 일반적인 인식이나 오해에 대응하는 데 필요한 도구를 제공한다. 이용자 및 더 넓은 지역사회와의 소통 또한 제적에 대한 잠재적인 논란이나 반발을 다루는 중요한 부분이다. 여기에는 대규모 제적 프로젝트에 대해 지역사회에 자세한 공지를 제공하는 것이 포함될 수 있는데, 예를 들어 도서관 웹사이트나 뉴스레터와 같은 도서관 간행물에 발표하는 것이다. 지속적이고 점진적인 제적의 경우, 직원이 새 책을 위한 공간 마련이나 컬렉션 갱신과 같은 긍정적인 용어로 이관 해제를 설명할 준비를 하는 것이 프로세스를 더 원활하게 만들 가능성이 높다.
접근 방식의 불일치와 제적 과정에 전념할 시간 부족 또한 이관 해제를 담당하는 많은 도서관 직원들의 우려 사항이다. 개인들은 제적 평가 기준이 과정 전반에 걸쳐 변화하고 이전 작업을 재평가해야 했으며, 객관성과 컬렉션 자료에 대한 잠재적인 감정적 연결 사이에서 균형을 맞추는 데 어려움을 겪고, 광범위한 시간과 노동이 필요하여 다른 업무를 완료하지 못하는 것을 발견했다.
제적된 자료를 어떻게 처리할지에 대한 결정 또한 논란의 여지가 있을 수 있는데, 많은 양의 책이 폐기되는 이미지는 검열이나 낭비에 대한 우려를 불러일으킬 수 있기 때문이다. 자료를 기부하거나 재활용하는 것과 같이 재사용을 허용하는 폐기 방법을 선택하면 더 긍정적인 지역사회 반응을 이끌어낼 수 있다. 책을 재사용할 의도 없이 완전히 폐기해야 하는 경우, 직원과 지역사회 구성원들에게 해당 책이 어떤 식으로든 사용에 부적합하다는 점이 명확해야 한다.